# Liste der Monuments historiques in Fays-la-Chapelle
Die Liste der Monuments historiques in Fays-la-Chapelle führt die Monuments historiques in der französischen Gemeinde Fays-la-Chapelle auf.

## Liste der Objekte
| Bezeichnung               | Beschreibung                               | Standort                                   | Kennzeichnung | Schutzstatus | Datum | Bild |
| ------------------------- | ------------------------------------------ | ------------------------------------------ | ------------- | ------------ | ----- | ---- |
| Pietà                     | Kalkstein, farbig gefasst, 16. Jahrhundert | in der Kirche Nativité-de-la-Vierge (Lage) | PM10000811    | Classé       | 1913  |      |
| Skulptur Madonna mit Kind | Kalkstein, farbig gefasst, 15. Jahrhundert | in der Kirche Nativité-de-la-Vierge (Lage) | PM10000810    | Classé       | 1913  |      |